# Chlodvík IV.
Chlodvík IV. (677? – 694/695?) byl franský král z merovejské dynastie od roku 690 nebo 691 až do své smrti. Jeho otec byl král Theuderich III., matkou pak královna Klotilda Doda. Narodil se kolem roku 677, ale některé zdroje uvádějí i rok 682. Po smrti svého otce byl dosazen v roce 690 či 691 na trůn jako jediný vládce Franků, včetně Austrasie, Burgundska a Neustrie. Podle pipinovské kroniky Annales Mettenses priores byl jmenován Pipinem II. Prostředním, majordomem austrasijského paláce a vládl čtyři roky.

## Životopis
Chlodvík byl při svém nástupu na trůn nezletilý, takže jeho matka se ujala regentství, ale skutečnou moc ve franské říši držel Pipin II. Jeho nezletilost byla na úkor snah jeho otce, který chtěl posílit královskou moc a byla důležitým faktorem při úpadku merovejské dynastie. Své sídlo měl Chlodvík v Compiègne.
Z Chlodvíkových listin bylo devět upraveno a zveřejněno. Čtyři z nich jsou záznamy o placitě (veřejné soudní shromáždění) konaných za přítomnosti krále. Hlavním tématem kroniky Annales Mettenses priores je vzestup Pipina II. a jeho dynastie, přesto si Chlodvíkova vláda udržela důležitost královského dvůra. Jeho placitu ve Valenciennes v roce 693 se zúčastnilo dvanáct biskupů, dvanáct vir illustris (senátoru či slavných mužů), včetně Nordeberta, majordoma neustrijského paláce, devět hrabat a mnoho dalších úředníků. Budoucí majordomus neustrijského paláce Ragenfrid u Chlodvíka sloužil jako domesticus. Také Warno, neustrijský falckrabě za krále Chilpericha II., svou kariéru zahájil u Chlodvíkova královského dvora.
Chlodvík v roce 692 klášteru Saint-Denis potvrdil právo vybírat mýtné v Marseille, což byla vymoženost, kterou mu poskytl Dagobert I. Rovněž klášteru Saint-Médard v Soissons poskytl palác, který se stal hlavním sídlem bývalého majordoma Ebroina.
Anonymní pokračovatel Fredegarovy kroniky Chlodvíkovi IV. věnoval pouhé dvě věty: Král Theuderich zemřel ... a jeho malý syn Chlodvík byl vybrán, aby jej následoval jako krále. Netrvalo však dlouho a král Chlodvík onemocněl a zemřel poté, co vládl čtyři roky. Zemřel v roce 694 nebo 695. Jeho nástupcem se stal jeho bratr Childebert III., který ve vládě dosáhl většího uznání než Clodvík IV. 
Krátká vláda Chlodvíka III. bývala vnímána jako uzurpace a proto byla ignorovaná, proto je Chlodvík IV. někdy označován jako Chlodvík III.